# Socarrat

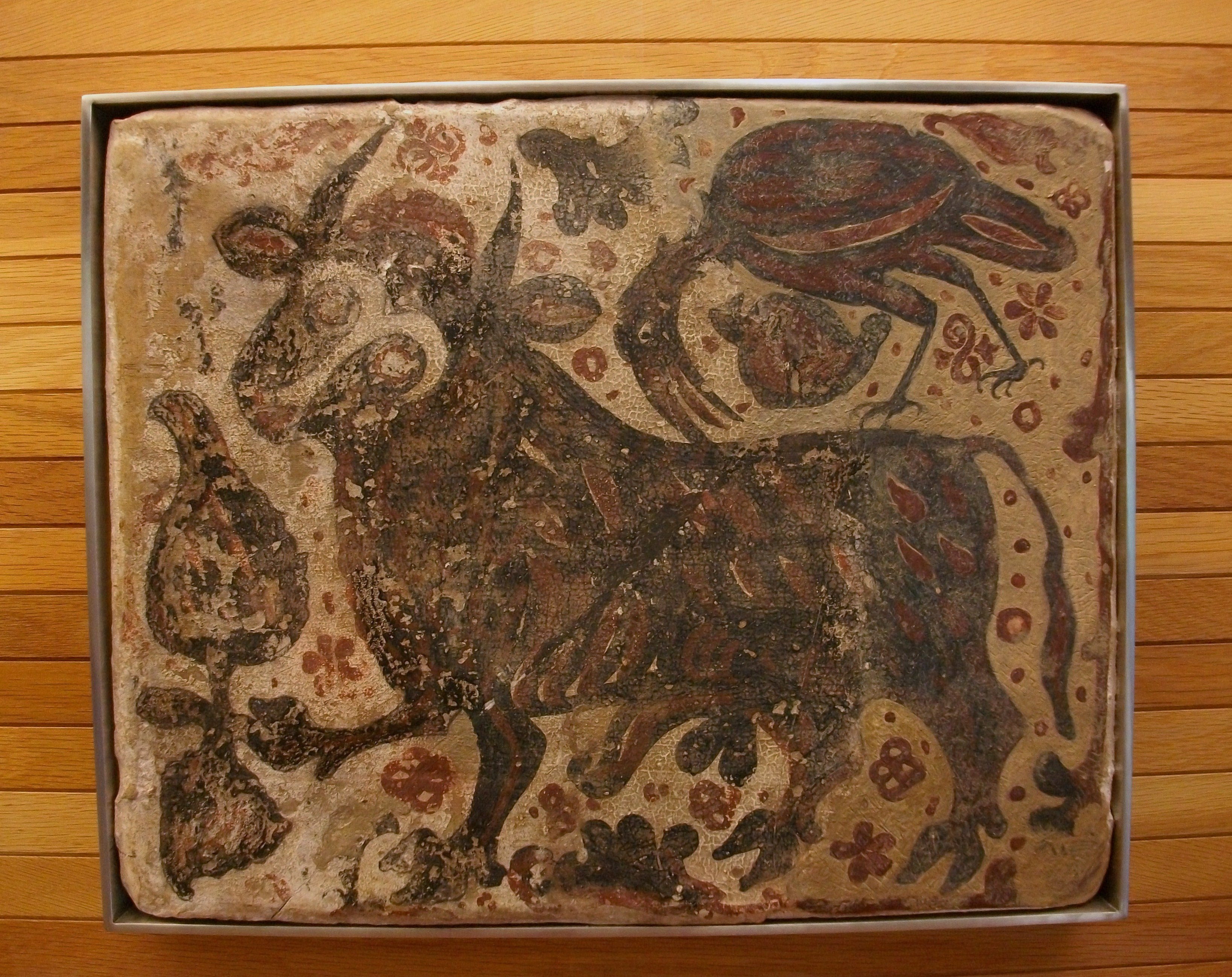
Socarrat en el Museo de Bellas Artes de Castellón mostrando un toro, una garcilla bueyera y un tulipán.

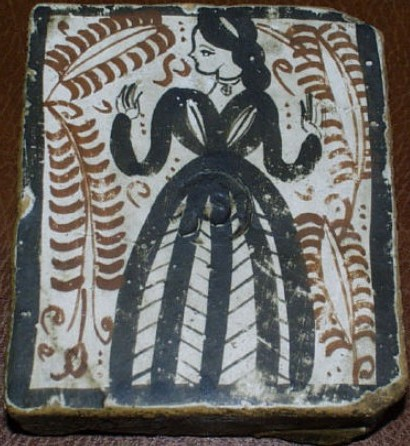
Museo Nacional de Cerámica y de las Artes Suntuarias González Martí

El socarrat es una placa de barro cocido o baldosín grueso, esmaltado en blanco y decorado generalmente en tonos rojizos o amarronados y negruzcos, destinado a colocarse entre vigas, en techos y aleros de edificios. Pieza de origen medieval típica de la alfarería del Levante español, el término «socarrat», en valenciano significa ‘chamuscado’. Se conocen otras palabras que nombran piezas con funciones semejantes a los «socarrats» como rajola, maó prim, atovó o cairó. La primera mención registrada de su existencia la hizo en 1604 el obispo de Segorbe, Feliciano de Figueroa. Representativo de la cerámica de Paterna, el socarrat y piezas similares han sido documentados también en Benetúser, Manises y muchos otros lugares de Valencia, Aragón, Cataluña y Baleares.

## Etimología
«Socarrat» (OCC /so.kaˈrat/; ORI /su.kəˈrat/) proviene del verbo valenciano socarrar, 'chamuscar'. A su vez, este término tiene origen prerromano según la RAE. Podría provenir del euskera su ('fuego'), y gar ('llama'). O bien de so ('bajo') y carra (en euskera, 'llama').

## Uso
Las placas de socarrat se colocaban cubriendo las entrevigas en los techos, lo que significaba un coste muy inferior al de los artesonados de madera. Se fabricaban principalmente en dos formatos: uno de menor dimensión, con 30 x 15 x 3 cm y otro más grande, de 40 x 30 x 3 cm (medidas aproximadas). El primer formato podía ser aplicado en las construcciones de dos maneras: decorando aleros, con dos tercios de su superficie apoyados sobre los muros, sobrando un tercio visible, o bien formando parte de un alero hecho con vigas salientes, colocados entre ellas a modo de decoración arquitectónica. Estos socarrats de menor tamaño también se utilizaron componiendo frisos en terrazas, escaleras u otros lugares. 
Por su parte, el formato más grande se destinaba al entrevigado de techos interiores. Además de su función decorativa, estas piezas tenían un valor arquitectónico estructural al servir de soporte a pavimentos de pisos o entramados de tejados. Para estos usos se fabricaba también un formato aún más pequeño (de 15 x 30 x 3 cm). Se ha comprobado que los socarrats eran reutilizados a menudo, integrando muros o para nivelar pavimentos.

## Fabricación
Existe cierta controversia histórica sobre su proceso de fabricación. Hay esencialmente dos corrientes que resumen todas las otras. Una es la que nos ofrece Manuel González Martí y autores posteriores, según la cual el ladrillo seco, cubierto por una capa de tierra caolínica, se pintaba después con almazarrón (óxido de hierro) y manganeso. Finalmente se cocía, y el resultado era una decoración mate.
Antes de González Martí algunos autores han sugerido el uso de cal no cocida como material de decoración de los socarrats. Tanto dicha inexistencia de cocción como la naturaleza de los pigmentos no han quedado claras; sin embargo, Blat Monsó y otros han ratificado este método. Lo cierto e indiscutible es que la capa blanca que cubre los socarrats se compone de cal, los pigmentos rojos a partir de la almagra y los negros, con manganeso y negro carbón. Los compuestos presentes en las pastas llevan a establecer temperaturas de cocción en torno a los 900 °C e incluso superiores. Temperaturas de este orden harían inviable la presencia de calcita ya que ésta se descompone en óxido de calcio y dióxido de carbón a 787 °C. Una prueba visible de la utilización de la pintura en frío sobre cal para decoración de socarrats es la presencia del punteado de carbón característico de un estarcido en ejemplares expuestos en el Museo de Cerámica de Manises.

## Iconografía

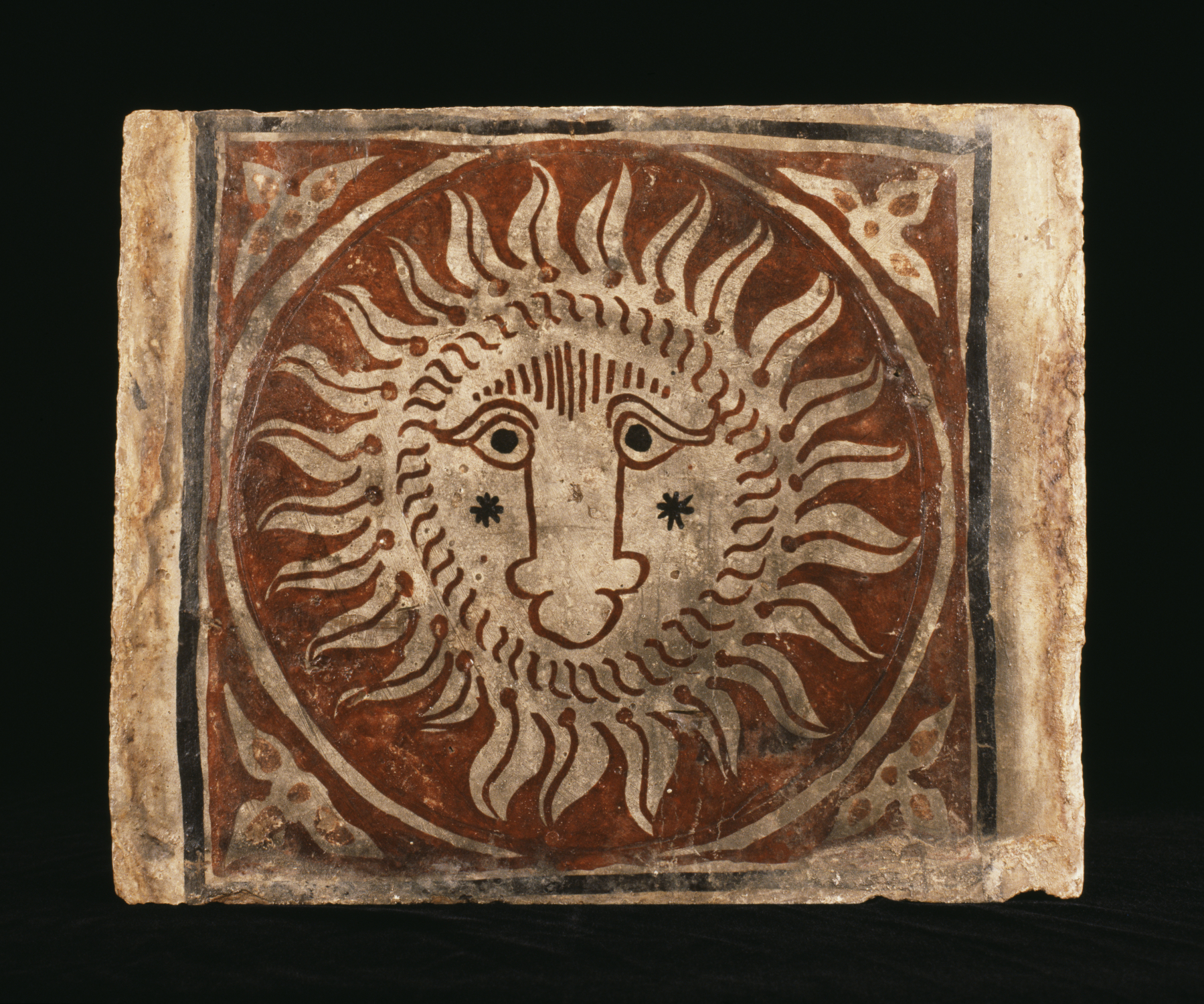
Socarrat —35,3 × 43,5 × 2,5 cm—, datado entre 1490 y 1550, que perteneció al magnate de la prensa William Randolph Hearst. Se considera pieza original de Paterna; desde 1958 en el Walters Art Museum.

En los socarrats se dan tres tipos básicos de representación simbólica: religiosa, mágica y social. Entre las primeras están las cruces, signos y leyendas sagradas, como los versículos coránicos del alero de la mezquita de la Xara en Valldigna. La segunda, la vertiente mágica, queda presentada por las llamadas ‘manos de Fátima’, barcos, torres y animales o figuras quiméricas como el "butoni", monstruo habitual en el bestiario valenciano. Las escenas cortesanas y satíricas, y en especial el uso de símbolos heráldicos, engrosan el capítulo de la representación social. Más allá de la decoración arquitectónica, se utilizaron socarrats en proclamas públicas, como en el caso del edicto de leva de 1513, para reclutar soldados, del duque de Segorbe.